# El fantasma de la ópera (película de 1943)
El fantasma de la ópera es una película musical de 1943, con un tema de fantasía, protagonizada por Nelson Eddy, Susanna Foster y Claude Rains, dirigida por Arthur Lubin, y filmada en Technicolor. La música original fue compuesta por Edward Ward. La película es una versión muy libre de la novela homónima escrita por Gastón Leroux —publicada en 1910— y de la película de 1925.
Se reutilizó el escenario construido para la película de 1925, que era una réplica del interior de la Ópera de París. Aparte de los escenarios, esta versión de El fantasma de la ópera tiene poco que ver con la anterior. La historia original se revisó completamente y no hubo ningún intento de rodar la secuencia del baile de máscaras; aunque la famosa caída de la gran lámpara de araña se recreó de forma grandiosa con elaborados equipos de filmación. La fotografía corrió a cargo de Hal Mohr y W. Howard Greene.
Es la única película de terror de Universal Studios que ha ganado un Óscar. Aunque no se la considera la versión más clásica que estos estudios cinematográficos han realizado de El fantasma de la Ópera, alguna veces aparece en las listas de películas de terror de Universal Studios porque la versión de 1925, con Lon Chaney está en dominio público.

## Argumento
El violinista Erique Claudin es despedido de la Ópera de París cuando se descubre que está perdiendo el movimiento de los dedos de la mano izquierda. El director de la orquesta asume que Claudin tiene medios económicos suficientes para vivir; ya que ignora que ha estado pagando de forma anónima las lecciones de canto Christine Dubois, una joven soprano de la que está enamorado. En un intento desesperado por ganar dinero, Claudin envía un concierto de piano, que ha escrito, para su publicación.
Cuando pasa el tiempo y no obtiene ninguna respuesta, Claudin se presenta en la casa de los editores, Pleyel & Desjardins, para averiguar lo que ocurre. Nadie sabe nada o nadie le importa. Claudin insiste; Maurice Pleyel le dice que se vaya con malas maneras. Empieza a oírse una música que viene de la habitación contigua, Claudin se asombra y reconoce su concierto. Convencido de que Pléyel pretende robárselo, le estrangula. Justo cuando deja el cuerpo de Pleyel en el suelo, aparece la asistente del editor, Georgette, y le lanza ácido en la cara. Entre quejidos y lamentos, alcanza la puerta y sale a toda prisa. La policía empieza a buscarle por el asesinato; Claudin huye a las cloacas de la Ópera y se apropia de una máscara del vestuario para tapar su cara desfigurada.
Paralelamente, el inspector Raoul Dubert (Edgar Barrier) quiere que Christine deje el canto y se case con él. Pero el famoso barítono Anatole Garron (Nelson Eddy) intenta enamorar a Christine. Christine considera a los dos buenos amigos pero no muestra abiertamente su amor.
Durante una representación de la ópera Amore et Gloire, Claudin echa un narcótico en un vaso de vino para la prima donna Biancarolli, que lo bebe y no puede actuar. El director pone a Christine sustituyéndola y deslumbra a la audiencia con su canto.
Por su parte, Biancarolli sospecha que Garron y Christine están detrás del episodio del narcótico; así ordena al inspector Dubert que los arreste. Pero no es posible por falta de pruebas. Entonces Biancarolli ofrece olvidar todo el asunto si la actuación de Christine no aparece en la prensa. Se aceptan estas condiciones a regañadientes con gran consternación de Christine y Garron. La noche siguiente, Claudin entra en el camerino de Biancarolli y la asesina. Como consecuencia, se cierra la Ópera.
Al cabo del tiempo, los propietarios de la Ópera reciben una nota solicitando que Christine sustituya a Biancarolli. Para atrapar a Claudin, Dubert, que se da cuenta de quién es el fantasma, está planeando no dejar cantar a Christine durante la representación de la ópera rusa (ficticia) Le prince masqué du Caucase (“El príncipe enmascarado del Cáucaso”) para sacar a Claudin a la luz, mientras que Garron planea que el propio Liszt toque el concierto después de la representación. Pero Claudin estrangula a uno de los hombres de Dubert y se dirige a la cúpula del edificio. Descuelga la lámpara de araña sobre el público y cunde el pánico. Mientras todos huyen, Claudin se lleva a Christine a los sótanos; le dice que la quiere y que podrá cantar cuanto quiera, pero solo para él. Sin embargo, Christine no reconoce a Claudin, le da miedo.
Dubert, Garron y la policía les siguen por las profundidades del edificio. Cuando Claudin y Christine llegan a su guarida escuchan a Liszt y la orquesta tocando el concierto de Claudin. Claudin les acompaña con el piano y Christine se da cuenta de que el concierto está escrito alrededor de una nana de su infancia. Dubert y Garron oyen tocar a Claudin y se guían por el sonido. Lleno de alegría, Claudin pide a Christine que cante. Mientras Claudin está distraído con la música, Christine se acerca sigilosamente, le arranca la máscara y ve su cara desfigurada por el ácido. Entonces llegan Dubert y Garron. Claudin coge una espada para defenderse. El inspector dispara su arma, Garron le hace desviar la puntería y el disparo llega al techo que se desploma sobre Claudin, mientras el resto escapa.
Por último, Dubert y Garron piden a Christine que elija. Les sorprende eligiendo seguir su carrera de cantante sin casarse con ninguno de los dos.

## Reparto
- Claude Rains: el fantasma de la Ópera. Antiguo violinista la Ópera que se convierte en «El fantasma»; está secretamente enamorado de Christine.
- Nelson Eddy como Anatole Garron. Un barítono de la Ópera que ama a Christine y la ayuda en su carrera artística.
- Susanna Foster: Christine DuBois. Una joven soprano de la Ópera; ignora que Erique Claudin la ama y ha patrocinado sus lecciones de canto.

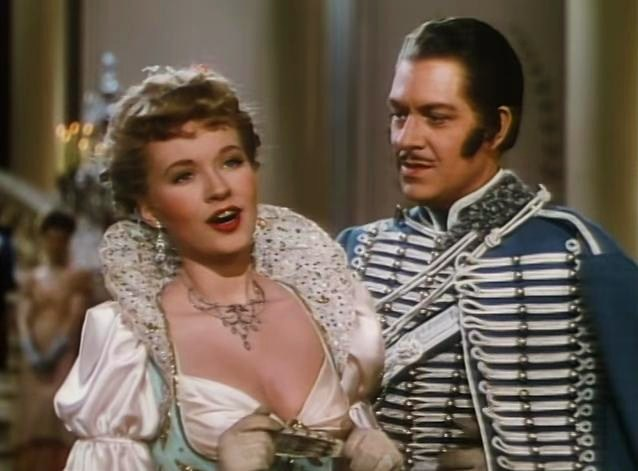
Susanna Foster y Nelson Eddy
en un fotograma del reclamo de la película.

- Edgar Barrier: Raoul Dubert. Un inspector de policía que desea que Christine deje la Ópera y se case con él.
- Jane Farrar: Biancarolli. Una diva arrogante y consentida que no soporta que la eclipsen.
- J. Edward Bromberg: Amiot.
- Fritz Feld: Lecours.
- Frank Puglia: Villeneuve.
- Fritz Leiber como Franz Liszt.
- Steven Geray: Vercheres.
- Miles Mander: Maurice Pleyel.
- Hans Herbert: Marcel.
- Hume Cronyn: Gerard.
- Tudor Williams: 'Marta', cantante (no acreditada).

## Desarrollo
Universal Studios primero anunció una versión de «El fantasma de la ópera» en 1935. Esa versión estaría ambientada en el París del momento y el «El fantasma» sería un herido psíquico de la Primera Guerra Mundial. El guion estuvo merodeando hasta 1941, cuando Henry Koster fue nombrado director. Koster descartó el primer guion se imaginó una nueva versión en que «El fantasma» era el padre de Christine. El productor, George Waggner, despidió a Koster y lo remplazó con Arthur Lubin.

## Producción
Cesar Romero, Boris Karloff, Feodor Chaliapin, Charles Laughton y Broderick Crawford fueron considerados como posibles fantasma en algún momento de la producción, antes de que le ofreciera el papel a Rains. Durante el año de su lanzamiento, El fantasma de la ópera se adaptó para una presentación radiofónica en el Lux Radio Theater. Nelson Eddy, Susanna Foster and Edgar Barrier actuaron en sus papeles, pero Claude Rains fue sustituido por Basil Rathbone para el papel de Erique Claudin. Esta presentación producida y presentada por Cecil B. DeMille.

## Premios
La película obtuvo cuatro nominaciones a los Premios Óscar; ganó dos estatuillas:
- Mejor dirección artística (Color) (John B. Goodman, Alexander Golitzen, Russell A. Gausman, Ira S. Webb) (Ganadora)
- Mejor fotografía (Color) (Hal Mohr, W. Howard Greene) (Ganadora)
- Mejor banda sonora (Edward Ward) (Nominada)
- Mejor sonido (Bernard B. Brown) (Nominada)